# Discografia di Maisie Peters
La discografia di Maisie Peters, cantautrice pop britannica attiva dal 2017, è composta da un album in studio, una colonna sonora, due extended play e oltre venti singoli.

## Album in studio
| Anno | Titolo | Classifiche | Classifiche | Classifiche | Classifiche | Classifiche | Certificazioni     |
| Anno | Titolo | UK          | AUS         | IRE         | NZ          | SCO         | Certificazioni     |
| ---- | --- | ----------- | ----------- | ----------- | ----------- | ----------- | ------------------ |
| 2021 | You Signed Up for This - Pubblicato: 27 agosto 2021 - Etichetta: Gingerbread Man - Formati: CD, LP, cassetta, download digitale, streaming | 2           | —           | 20          | —           | 2           | - UK: Breakthrough |
| 2023 | The Good Witch - Pubblicato: 23 giugno 2023 - Etichetta: Gingerbread Man - Formati: CD, LP, cassetta, download digitale, streaming         | 1           | 4           | 7           | 9           | 1           | - UK: Argento      |

## Colonna sonora
| Anno | Titolo |
| ---- | --- |
| 2021 | Trying: Season 2 (Apple TV+ Original Series Soundtrack) - Pubblicato: 21 maggio 2021 - Etichetta: Atlantic UK - Formati: download digitale, streaming |

## Extended play
| Anno | Titolo |
| ---- | --- |
| 2018 | Dressed Too Nice for a Jacket - Pubblicato: 1 novembre 2018 - Etichetta: Atlantic UK - Formati: download digitale, streaming        |
| 2019 | It's Your Bed Babe, It's Your Funeral - Pubblicato: 3 ottobre 2019 - Etichetta: Atlantic UK - Formati: download digitale, streaming |

## Singoli

### Come artista principale
| Anno                                                                      | Titolo                    | Posizioni massime in classifica | Posizioni massime in classifica | Posizioni massime in classifica | Album                                                   |
| Anno                                                                      | Titolo                    | IRL                             | JPN                             | UK                              | Album                                                   |
| ------------------------------------------------------------------------- | ------------------------- | ------------------------------- | ------------------------------- | ------------------------------- | ------------------------------------------------------- |
| 2017                                                                      | Place We Were Made        | —                               | —                               | —                               | /                                                       |
| 2017                                                                      | Birthday                  | —                               | —                               | —                               | /                                                       |
| 2018                                                                      | Worst of You              | —                               | —                               | —                               | /                                                       |
| 2018                                                                      | Best I'll Ever Sing       | —                               | —                               | —                               | /                                                       |
| 2018                                                                      | In My Head                | —                               | —                               | —                               | Dressed Too Nice for a Jacket                           |
| 2018                                                                      | Details                   | —                               | —                               | —                               | Dressed Too Nice for a Jacket                           |
| 2019                                                                      | Stay Young                | —                               | —                               | —                               | /                                                       |
| 2019                                                                      | Favourite Ex              | —                               | —                               | —                               | Trying: Season 1 (Apple TV+ Original Series Soundtrack) |
| 2019                                                                      | This Is On You            | —                               | —                               | —                               | It's Your Bed Babe, It's Your Funeral                   |
| 2019                                                                      | Take Care of Yourself     | —                               | —                               | —                               | It's Your Bed Babe, It's Your Funeral                   |
| 2019                                                                      | Adore You                 | —                               | —                               | —                               | It's Your Bed Babe, It's Your Funeral                   |
| 2020                                                                      | Smile                     | —                               | —                               | —                               | Birds of Prey: The Album                                |
| 2020                                                                      | Daydreams                 | —                               | —                               | —                               | /                                                       |
| 2020                                                                      | The List                  | —                               | —                               | —                               | /                                                       |
| 2020                                                                      | Sad Girl Summer           | —                               | —                               | —                               | /                                                       |
| 2020                                                                      | Maybe Don't (ft. JP Saxe) | —                               | —                               | —                               | /                                                       |
| 2021                                                                      | John Hughes Movie         | —                               | —                               | 92                              | You Signed Up for This                                  |
| 2021                                                                      | Funeral (ft. James Bay)   | —                               | —                               | —                               | Trying: Season 2 (Apple TV+ Original Series Soundtrack) |
| 2021                                                                      | Psycho                    | 81                              | 87                              | 57                              | You Signed Up for This                                  |
| 2021                                                                      | You Signed Up for This    | —                               | —                               | —                               | You Signed Up for This                                  |
| 2021                                                                      | Brooklyn                  | —                               | —                               | —                               | You Signed Up for This                                  |
| 2022                                                                      | Cate's Brother            | 29                              | —                               | 62                              | /                                                       |
| 2022                                                                      | Blonde                    | —                               | —                               | —                               | /                                                       |
| "—" indica le versioni che non sono state classificate in questa regione. |                           |                                 |                                 |                                 |                                                         |

### Come artista ospite
| Anno | Titolo                                                      | Album     |
| ---- | ----------------------------------------------------------- | --------- |
| 2021 | One Last Try(Ren ft. Maisie Peters)                         | Renbrandt |
| 2021 | Song You'll Never Hear (Sarcastic Sounds ft. Maisie Peters) | /         |
| 2022 | Make It Out (Henry Jamison ft. Maisie Peters)               | /         |

## Videografia

### Video musicali
| Anno | Titolo            | Regista/i         |
| ---- | ----------------- | ----------------- |
| 2017 | Birthday          | Dan Massie        |
| 2019 | Stay Young        | Erik Rojas        |
| 2019 | This Is On You    | Cottia Thorowgood |
| 2019 | Adore You         | Luke Bather       |
| 2020 | Sad Girl Summer   |                   |
| 2020 | Maybe Don't       |                   |
| 2021 | John Hughes Movie | Louis Bhose       |
| 2021 | Psycho            | Louis Bhose       |
| 2021 | Brooklyn          |                   |